# Zoutenaaie
Zoutenaaie, parfois Zoutenaye en français, est une section de la ville belge de Furnes située en Région flamande dans la province de Flandre-Occidentale. C'était une commune à part entière avant la fusion des communes de 1971.
Avant la fusion des communes, c'était la commune la moins peuplée de Belgique. On peut encore y trouver des parties de l’ancienne digue, preuve que Zoutenaaie se situait au début du Moyen Âge le long de la côte.

## Histoire

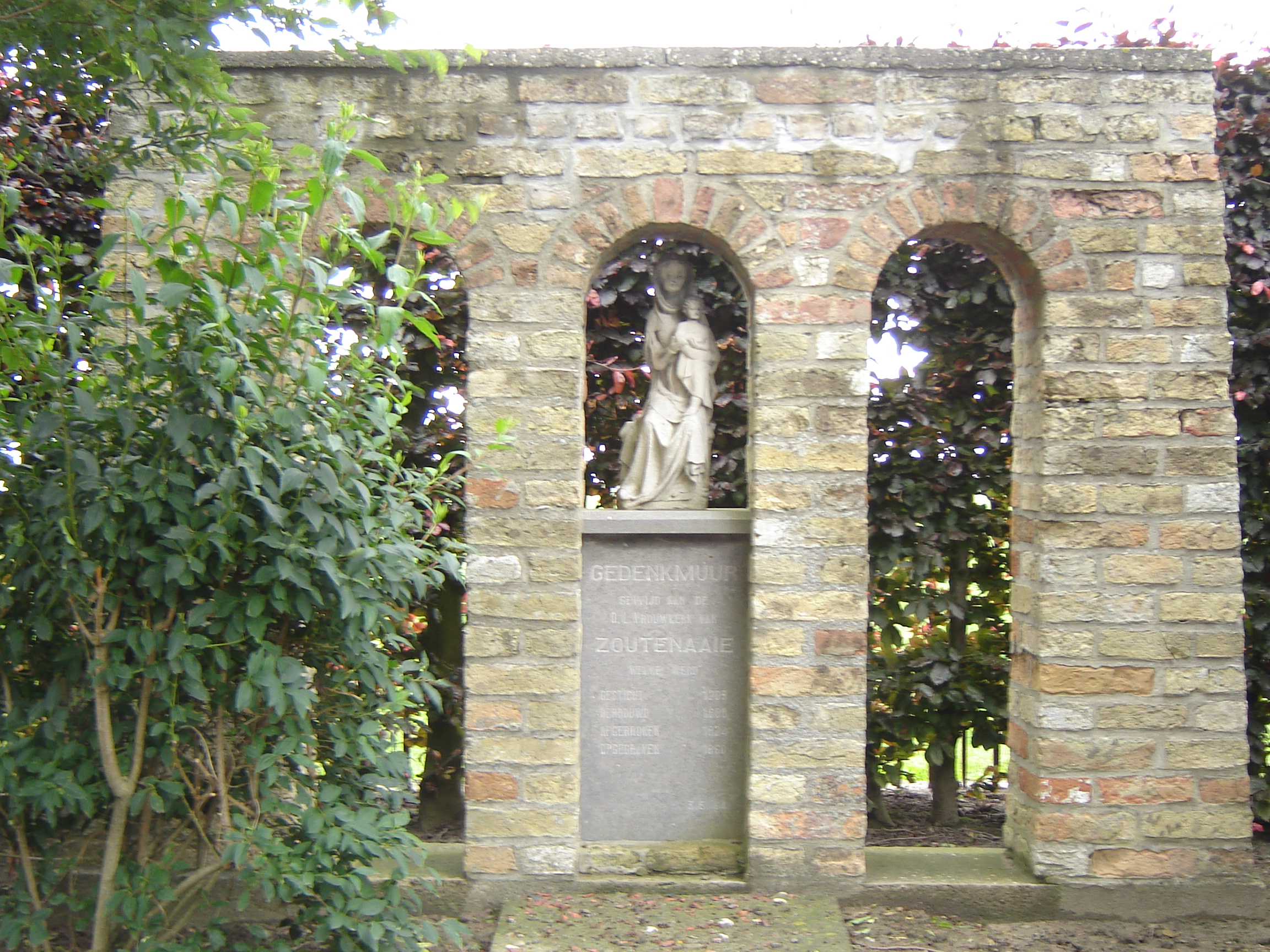
Mur commémoratif, dédié à la disparition de l'église de Notre-Dame

Des fouilles archéologiques indiquent l'existence d'une colonie romaine autour du IIe ou du IIIe siècle située à proximité de Zoutenaaie. Une ancienne mention de l'endroit remonte à 1116 en tant que "Saltanawa", ce qui représente un "pré salé" ou une plaine en présence d'eau salé. Après des fouilles archéologiques, un double monticule a été trouvé à Zoutenaaie, qui formait le centre du village. Sur le monticule oriental se trouvaient les fondations d'une église du XIIIe siècle et des tombes; le monticule méridional a été levé au neuvième ou douzième siècle et a servi d'habitation au XVIe siècle. Jusqu'en 1204, Zoutenaaie appartenait à la paroisse Alveringhem, mais elle devint ensuite indépendante sous le patronage de l'Abbaye Saint-Bertin de Saint-Omer. L'église Notre-Dame a été reconstruite en 1608.
Au cours de la Révolution française, le village s'est progressivement effondré. L'église y resta jusqu'à 1824. L'évêque de Gand a autorisé sa démolition en 1829; son contenu est donc devenu la propriété de l'église de Eggewaerts-Capelle.
Le 17 avril 1971 , Zoutenaaie a fusionné avec la ville de Furnes.

## Démographie
Sources: NIS, www.westhoek.be et ville de Furnes. Rem:1806 à 1991=recensements; 1999 et 2020=habitants au 1 janvier; 2011=habitants au 14 juin

## Politique
Zoutenaaie a dû élire un bourgmestre et un conseil communal tant qu'elle était une commune. Souvent, il n'y avait même pas assez d'hommes (sans lien de parenté) pour peupler le conseil communal et il fallait choisir des échevins dans une commune voisine, comme Avekapelle. Pour la même raison, il a fallu préciser la loi et, en 1848, le résultat des élections a été très particulier: les 5 candidats ont reçu chacun un vote : leur propre vote. Étant donné que le droit de vote n'était pas encore universel, il n'y avait que cinq électeurs. Le roi dut alors désigner le bourgmestre. Ce fut le bourgmestre précédent qui put continuer son mandat.
Bourgmestres de Zoutenaaie furent:
- 1803 - 1836 : Norbertus Josephus Declercq
- 1836 - 1858 : Pieter Ludovicus Zwaenepoel
- 1859 - 1876 : Bertinus Bernardus Duhocquet
- 1877 - 1884 : Petrus Ludovicus Zwaenepoel
- 1885 - 1913 : Renatus Josephus Ludovicus Demolder
- 1919 - 1930 : Henri Lodewijk Lycke
- 1931 - 1933 : Renatus Josephus Ludovicus Demolder
- 1934 - 1958 : Oscar Jerome Kinget
- 1959 - 1971 : Daniel Amand Cornelius Kinget